# FC Erfurt Nord
FC Erfurt Nord is een Duitse voetbalclub uit de stad Erfurt. De club ontstond in 2003 nadat de voetbalafdeling van sportclub SSV Erfurt Nord zelfstandig werd.

## Geschiedenis

### SpVgg Erfurt
De club werd in 1902 opgericht als BC Teutonia 1902 Erfurt en fusioneerde in 1912 met Germania Erfurt en werd zo SpVgg Erfurt. Beide clubs speelden op dat moment in de hoogste klasse van de Noord-Thüringse competitie. Germania was laatste geëindigd en verloor de degradatieplay-off van MTV 1897 Erfurt en zou degraderen waarop de fusie tot stand kwam. In 1916 werd de club kampioen en plaatste zich zo voor de Midden-Duitse eindronde. In de achtste finale verloor de club met 3-0 van Wacker Gotha. In 1918 werden vijf competities verenigd tot één grote Thüringenliga, vanaf 1919 Kreisliga Thüringen. Na een paar middelmatige resultaten werd de club in 1922 groepswinnaar en in de finale behaalden ze de titel tegen 1. SV Jena 03. Aan de eindronde namen zeven teams deel in groepsfase, Erfurt werd zesde. Ook in 1923 werd de club groepswinnaar, maar verloor nu de titelfinale van SV 01 Gotha. 
In 1923 werd de Kreisliga ontbonden en werd de Noord-Thüringse competitie als Gauliga heringevoerd. Na een tweede plaats achter SC Erfurt 1895 in 1924 werd de club in 1925 opnieuw kampioen. De eindronde begon veelbelovend met een 8-1-overwinning op VfL Meiningen 04, maar SV 1901 Gotha versloeg de club in de tweede ronde met 1-2. Ook het volgende seizoen verloor de club in de tweede ronde, deze keer van Preußen Langensalza. Na een tweede plaats in 1927 eindigde de club in 1928 slechts zesde. Ze herstelden zich met een nieuwe titel in 1929. In de eindronde was de tweede ronde het eindstation na een nederlaag tegen SC Apolda.
De club had eindelijk succes in 1929/30 toen Wacker Nordhausen en Borussia Halle verslagen werden op weg naar de halve finale, waarin de club met 5-2 verloor van Dresdner SC. Hierna kon de club de titel niet meer winnen.
In 1933 kwam de NSDAP aan de macht in Duitsland en zij herstructureerden het voetbal. De Midden-Duitse bond en zijn 24 competities werden ontbonden en vervangen door de Gauliga Mitte en Gauliga Sachsen. Enkel de top twee uit Noord-Thüringen plaatste zich, waaronder SpVgg. 
Na een vierde plaats in het eerste seizoen belandde de club in de middenmoot de volgende jaren tot een degradatie volgde in 1938/39. In 1942 promoveerde de club weer en werd twee jaar op rij vicekampioen achter SV Dessau 05. Het laatste seizoen voor het einde van de Tweede Wereldoorlog werd niet meer voltooid.

### DDR-tijd
Na de oorlog werd de club heropgericht in 1945 als SG Erfurt-Nord. In 1947 fusioneerde de club met SG Erfurt-Ost en werd zo SG Nordstern Erfurt. Korte tijd daarna werd het Union Erfurt. De naamswijzigingen bleven, zoals bij vele clubs in de DDR, aanhouden. In 1949 werd het BSG Pels Erfurt, in 19512 BSG Stahl Erfurt en 1951 BSG Motor Erfurt. In 1957 promoveerde de club naar de II. DDR-Liga, de derde klasse. Hier speelde de club totdat de liga ontbonden werd in 1963 en de regionale Bezirksliga als derde klasse fungeerde. In 1965 degradeerde de club, maar kon wel na één seizoen terugkeren. In 1972 werd de naam gewijzigd in BSG Umformtechnik Erfurt. In 1975 promoveerde de club naar de DDR-Liga, de tweede klasse en degradeerde daar in 1977. Terwijl de voetbalafdeling van de club in de derde klasse bleef verder spelen bereikten de vrouwen van de handbalafdeling de hoogste klasse. Na degradatie in 1988 uit de Bezirksliga promoveerde de club opnieuw na één seizoen.

### Na 1990
In 1990 nam de club na de Duitse hereniging de naam SSV UT Erfurt aan en in 1992 SSV Erfurt-Nord. De handbalafdeling verliet de sportclub en werd zelfstandig onder de naam Thüringer HC. In 1995 promoveerde de club naar de Thüringenliga en in 1998 werd de club kampioen en promoveerde naar de Oberliga NOFV-Süd, toen nog de vierde klasse. De club werd twee keer op rij twaalfde, maar doordat de Regionalliga van vier naar twee reeksen ging degradeerden er extra clubs uit de Oberliga.
In 2003 promoveerde de club opnieuw. Op 12 maart van dat jaar werd de voetbalafdeling zelfstandig onder de naam FC Erfurt Nord. In de Oberliga gingen VfB Leipzig en FC Anhalt Dessau failliet, waardoor er nog maar één club degradeerde en dat werd Dresdner SC, dat met één punt achterstand op Erfurt laatste werd. Het was slechts uitstel van executie voor de club die het volgende seizoen voorlaatste werd en degradeerde.
Op 27 april 2006 moest de club insolventie aanvragen en degradeerde uit de Thüringenliga. Het bestuur besloot eenparig dat de club moest blijven voortbestaan en de club ging verder in de Landesklasse. Erfurt degradeerde en speelt sindsdien in de Bezirksliga Erfurt, die in tegenstelling tot de DDR-tijd niet meer de derde klasse, maar een van de laagste klassen is. In 2020 promoveerde de club naar de Thüringenliga.

## Erelijst
Kampioen Noord-Thüringen
1916, 1925, 1926, 1929, 1930
Kampioen Thüringen
1922